# Île de la Possession
Die Île de la Possession (ursprünglich Île de la Prise de Possession) ist die größte Insel der Crozetinseln im südlichen Indischen Ozean. Sie gehört zum französischen Überseeterritorium „Terres australes et antarctiques françaises“.

## Geographie
Die Île de la Possession ist durch den Canal des Orques von der etwa 15 km westlich der benachbarten Île de l’Est getrennt. Die Insel ist in Ost-West-Richtung etwa 19 km lang, in Nord-Süd-Richtung bis zu 14 km breit und hat eine Fläche von etwa 150 km². Der Pic du Mascarin (auch Pic du Mescado), ein Stratovulkan, ist 934 m hoch und damit der zweithöchste Berg des Archipels. Ein Gebirgszug im Norden der Insel wurde nach dem Schriftsteller Jules Verne benannt, dessen Bücher oft die Abenteuer von Schiffbrüchigen beschreiben.

## Geschichte
Die Insel wurde am 24. Januar 1772 von Marc-Joseph Marion du Fresne entdeckt, der noch am gleichen Tag auf der Insel landete und sie für Frankreich in Besitz nahm. Die Île de la Possession wurde im frühen 19. Jahrhundert hauptsächlich von Robbenjägern, später auch von Walfängern aufgesucht. 1901 nahmen die Wissenschaftler der ersten deutschen Antarktis-Expedition unter Leitung Erich von Drygalskis eine erste wissenschaftliche Untersuchung der Insel vor. Von 1963 bis 1964 wurde an der Baie du Marin an der Ostküste der Insel die Forschungsstation Alfred-Faure errichtet, welche heute permanent von etwa 15 Personen im südlichen Winter und bis 60 Personen im südlichen Sommer besetzt ist.

## Verschiedenes
In Tom Hillenbrands Science-Thrillern Hologrammatica und dessen zweitem Teil Qube spielt die Insel eine wichtige Rolle als Betriebsort einer geheimgehaltenen KI der UN.